# Tricky Towers
Tricky Towers is een computerspel dat werd ontwikkeld door WeirdBeard. Het spel werd in 2016 uitgebracht voor meerdere platforms.
Tricky Towers heeft een aantal visuele overeenkomsten met Tetris maar de gameplay is anders. Het heeft ook vallende blokken maar het doel is nu om met de blokken een zo hoog mogelijke toren te bouwen. Er vallen constant willekeurige blokken vanaf de bovenkant van het scherm. Afhankelijk van de spelmodus is het doel om de tovenaarstoren zo hoog en stabiel mogelijk te bouwen. Het spel kan gespeeld worden tegen de computer maar er is ook een multiplayer beschikbaar. Spelers kunnen magische spreuken gebruiken om zichzelf te helpen of om tegenstanders te hinderen. Er zijn 17 verschillende spreuken beschikbaar voor de speler.